# روکافرانکا
روکافرانکا (به ایتالیایی: Roccafranca) یک کومونه در ایتالیا است که در استان برشا واقع شده‌است. روکافرانکا ۱۹ کیلومتر مربع مساحت و ۴٬۸۸۲ نفر جمعیت دارد و ۱۱۷ متر بالاتر از سطح دریا واقع شده‌است.